# Uwainat
Gabal Uwainat (1934 m; arabisch جبل عوينات Dschabal ʿUwaināt, ägyptisch-arabisch: Gabal ʿUwaināt; auch Auenat, Ouenat, Ouinat, Owainat, Uwaynat, Uweinat, Uwenat, Uweynat u. v. m.) ist ein Berg im ägyptisch-libysch-sudanesischen Dreiländereck. Der Name bedeutet „Berg der kleinen Quellen“.

## Geografie

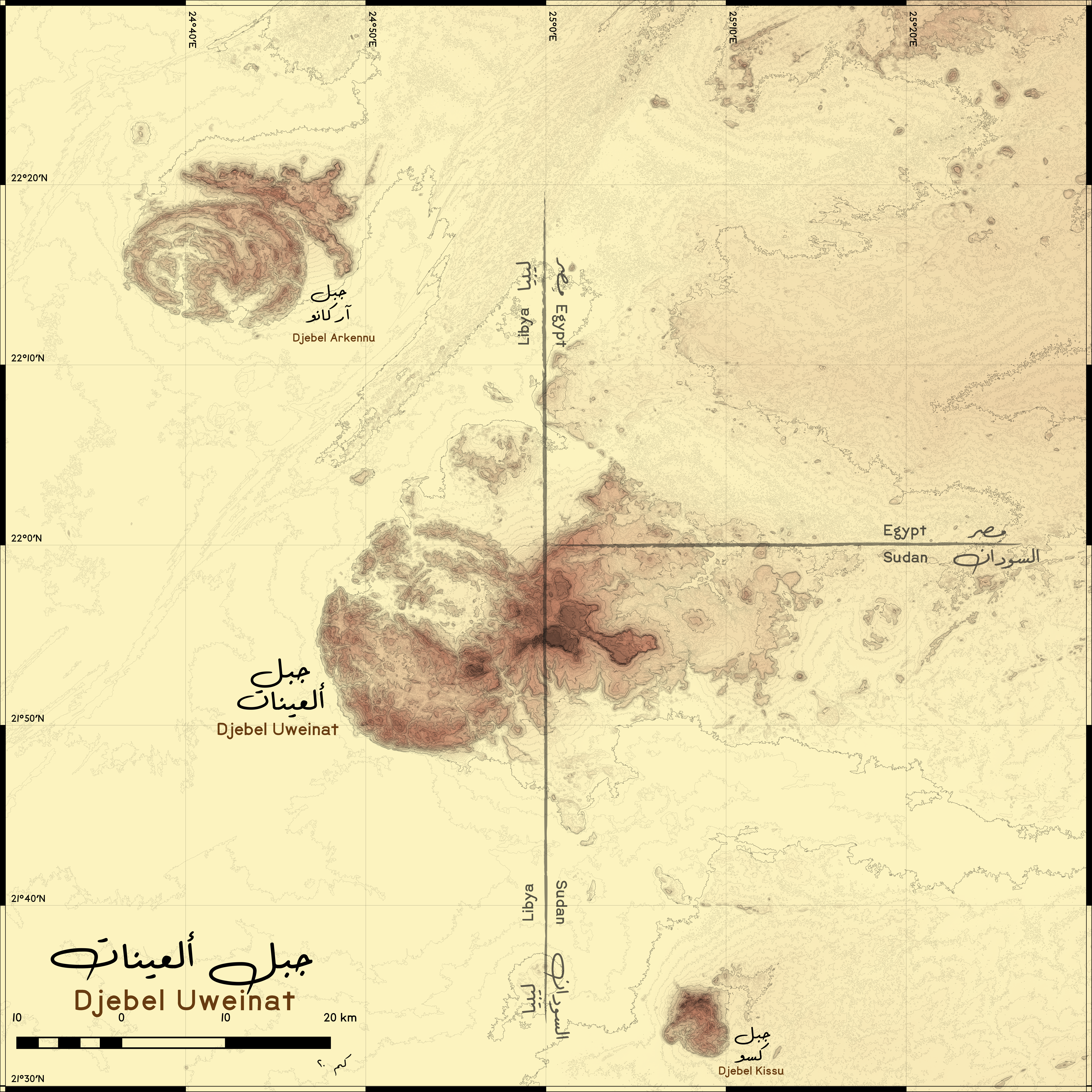
Topographische Karte des Djebel Uweinat

Die Ländergrenzen sind in diesem Teil der Sahara mit dem Lineal gezogen. Die mit 1934 Meter höchste Erhebung, der Mount Bagnold (zur italienischen Kolonialzeit auch Cima Mussolini genannt), und der größere Teil des Massivs liegen in Libyen. Etwa 40 km nordnordwestlich liegt der Jabal Arkanu auf libyschem Terrain.

## Geologie
Der Gebel Uweinat ist eine granitische Intrusion. Täler werden hier statt Wadi Karkur genannt.
Der Gabal Uwainat kann geologisch in zwei Bereiche geteilt werden. Der westliche Teil ist der erodierte Teil eines Granitdomes, der heute als Ringkomplex (mit 25 km Durchmesser) zu Tage tritt. Nach Westen hin wird der Gabal Uwainat durch drei große Täler entwässert: Karkur Hamid, Karkur Idriss und Karkur Ibrahim. Im Süden sind zwei Quellen zu finden: Ain Ghazal und Ain Doua. Gespeist werden diese Quellen nur aus Regenwasser, doch sind sie seit Menschengedenken nicht mehr trocken gefallen.
Der östliche Bereich besteht aus paläozoischem Sandstein, der auf präkambrischem Grundgebirge aufliegt. Die komplexen Talsysteme im Osten münden in den Karkur Talh. Im Karkur Murr befindet sich eine permanente Wasserstelle (sog. Guelta) Ain al-Brins (Bir Murr).

## Geschichte

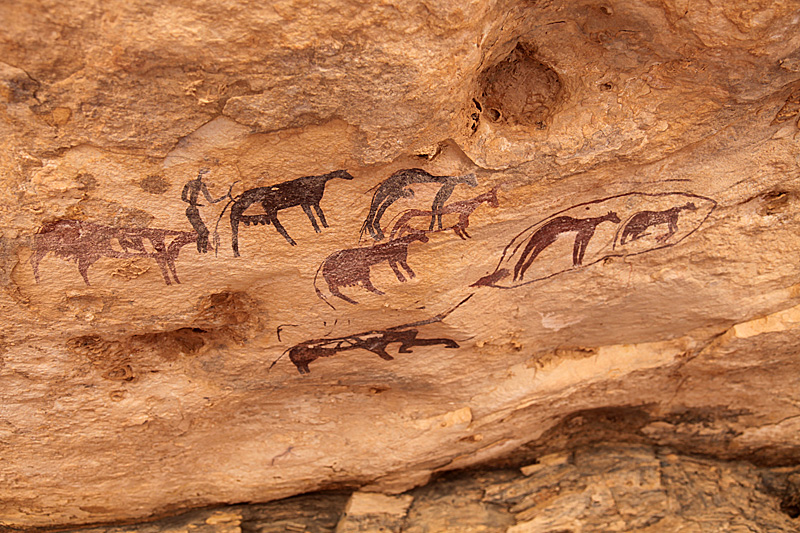
Felszeichnungen in Karkur Talh

In prähistorischer Zeit war diese Gegend noch bewohnt. Im Uwainat wurden Tausende Felszeichnungen entdeckt.

### Erforschung des Gabal Uwainat
- Ahmed Pasha Hassanein: fand 1923 Wasservorkommen und Felszeichnungen am Jabal Uwainat und kartographierte das Gebiet.
- Ralph Alger Bagnold: war um 1930 mit PKW in der Wüstenregion unterwegs.
- 1933 Ludovico Di Caporiacco
- 1933 Ladislaus Almásy, Leo Frobenius und Hans Rhotert
- 1937 interdisziplinäre Bagnold-Mond-Expedition[2]
- 1962 E. Bellini und S. Ariè dokumentierten die Felskunst im Karkūr Idrīs[3]
- 1968/1969 Francis van Noten dokumentierte mit seinem Team den Karkūr Ṭalḥ
- Seit 1998 Dokumentation durch András Zboray[4]
- 2007 Mark Borda und Mahmoud Marai entdeckten eine hieroglyphische Inschrift und die Kartusche des Königs Mentuhotep II.[5]